# Amadis Jamyn
 (juillet 2025).
Amadis Jamyn (ou Jamin), né à Chaource, dans la province de Champagne, en 1540 et mort dans la même ville le 12 janvier 1593, est un poète français de la Renaissance.

## Biographie
Fils de Claude-Nicolas Jamin et de Marie Chemelet, Amadis Jamyn, poète champenois, est proche du cercle littéraire de la Pléiade, ami de Pierre de Ronsard et le traducteur en vers français des treize derniers livres de l'Iliade  d’Homère publiés en 1580. Il commence également la traduction de l'Odyssée du même auteur mais la laisse inachevée. Il se « spécialise » dans les poèmes d’amours. Secrétaire de la Chambre de Charles IX, puis de Henri III. Il fréquente, sous le règne de ce dernier, l’Académie du Palais, première « ébauche » d’une « Académie française ».
Son père Claude Nicolas, prévôt de Chaource et Procureur général, a très certainement trouvé son prénom dans le roman de chevalerie Amadis de Gaule du portugais Vasco de Lobeira, récemment traduit en français.
Il reçoit une éducation soignée, en tant que clerc du diocèse de Langres. Les premiers vers que l'on connait de lui ont pour titre "Stance à la reine mère passant à Nogent-sur-Seine", et datent de 1564. En 1565 (voire plus tôt), il devient secrétaire de Ronsard dont il transcrit les œuvres et missives.
Il suit son maître en Vendômois, au prieuré de Saint-Cosme puis au prieuré de Croix-Val. Durant les années 1569-1570, il quitte cette région pour rejoindre la Cour du roi où son nom, comme poète, s'affirmait déjà. Grâce à Ronsard, le roi Charles IX le retient comme lecteur ordinaire de la chambre du roi en 1571 et comme secrétaire du roi vers 1573.
En 1570, il publie à Lyon un Avant-Chant nuptial pour le mariage de Charles IX. Ses nombreuses poésies qu'il réunit sous le titre Œuvres poétiques au roy de France, 1575 le placent au rang des premiers auteurs de son époque. Il y célèbre, pour son compte et pour celui de son royal maître, les beautés qu'il avait connues à la cour ou dans les salons, sous les noms d'Oriane, Arthémis, et Callyrée. Mais il se lasse de la cour et fit des séjours de plus en plus fréquents à Chaource surtout après la mort de Ronsard en 1585. Ainsi en 1584, il fait donation d'une maison avec la destination d'en faire un collège, et en 1591, par testament, il laisse une somme de 300 livres pour subvenir aux besoins du dit collège. L'actuel collège de Chaource porte son nom depuis 1993. Une rue de Chaource porte également son nom.
Il meurt à Chaource le 12 janvier 1593 et est inhumé dans l'église paroissiale.
Seigneur de Basly, Amadis eut trois frères : Claude (Procureur du Roi et Lieutenant général au bailliage de Chaource), Benjamin (poète et traducteur, secrétaire du Duc d'Alençon), et Gabriel, riche marchand.

## Publications
- Les Œuvres poétiques d'Amadis Jamyn, Paris, Robert Le Mangnier, 1577, 308 p.
- Les Œuvres poétiques d’Amadis Jamyn (1575), Paris, Mamert Patisson, imprimeur du Roy, au logis de Robert Estienne, 1579 (Revues et corrigées).
- Discours de la philosophie a Passicharis et a Rodanthe, Paris, Félix le Mangnier, libraire au Palais, en la Galerie allant à la Chancellerie, 1584.